# Deaf Champions League
La Deaf Champions League (DCL) è il campionato di squadre di calcio per sordi.

## Albo d'oro
| Anno          | Ospitante | Vincitore (maschile)                     | Vincitore (femminile)                    |                                          |
| ------------- | --------- | ---------------------------------------- | ---------------------------------------- | ---------------------------------------- |
| 2008 Dettagli | Londra    | Globen Sport                             | ?                                        |                                          |
| 2009 Dettagli | Stoccarda | CDS Castellon                            | ?                                        |                                          |
| 2010 Dettagli | Madrid    | St John DFC                              | ?                                        |                                          |
| 2011 Dettagli | Karlsruhe | St John DFC                              | ?                                        |                                          |
| 2012 Dettagli | Atene     | St Johns DFC                             | ?                                        |                                          |
| 2013 Dettagli | Londra    | Huelva                                   | ?                                        |                                          |
| 2015 Dettagli | Adalia    | P.O.K Athens                             | ?                                        |                                          |
| 2016 Dettagli | Aarhus    | Istanbul                                 | ?                                        |                                          |
| 2017 Dettagli | Larissa   | P.O.K Athens                             | ?                                        |                                          |
| 2018 Dettagli | Milano    | P.O.K Athens                             | Youth of Moscow                          |                                          |
| 2019 Dettagli | Londra    | St John DFC                              | Youth of Moscow                          |                                          |
| 2020/2021     | Göteborg  | Edizioni cancellate a causa del COVID-19 | Edizioni cancellate a causa del COVID-19 | Edizioni cancellate a causa del COVID-19 |